# 6 mai 2021
Le jeudi 6 mai est le 127e jour de l'année 2021.

## Décès
- Yitzhak Arad, Historien, pédagogue et écrivain polonais, soviétique puis israélien[1].
- Humberto Maturana, Biologiste, cybernéticien et philosophe chilien[2].
- Kentarō Miura, mangaka japonais (° 11 juillet 1966).
- Jacques Nihoul, Ingénieur belge[3].
- Georges Perron, prélat français (° 12 janvier 1925).
- Christophe Revault, footballeur et entraîneur français (° 22 mars 1972)[4].

## Événements
- élections législatives au pays de Galles ;
- élections législatives en Écosse, les indépendantistes du SNP et des Verts remportent la majorité au Parlement et demandent la tenue d'un nouveau référendum sur l'indépendance après celui de 2014[5].
- élections locales au Royaume-Uni.
- la République démocratique du Congo proclame un « état de siège » sur les provinces du Kivu et de l'Ituri pendant 30 jours. Pendant ce temps, les provinces seront placées sous régime militaire. Les gouvernements provinciaux et les entités de ces provinces seront remplacés par des bureaux des FARDC ou de la police nationale. Les juridictions civiles seront également remplacées par des juridictions militaires[6] ;
- une opération antidrogue, dans la favela Jacarezinho de Rio de Janeiro, provoque au moins 25 morts, ce qui en fait l'opération policière la plus meurtrière de l'Histoire de l'État de Rio de Janeiro ; selon la police, il s'agit de 1 policier et de « 24 suspects », mais selon l'ONG Réseau d'observatoires de la sécurité publique, un policier aurait été tué par un criminel noir au début de l'opération, ce qui les aurait amenés à se venger en tuant tous les jeunes hommes noirs qu'ils ont croisés ensuite dans la favela[7] ;
- le président du Conseil du peuple et ancien Président de la République des Maldives Mohamed Nasheed est gravement blessé dans un attentat à la moto piégée à Malé et doit être hospitalisé dans un état critique ; son garde du corps est également blessé, la tentative d'assassinat n'est pas revendiquée[8].
- commencement de la Crise israélo-palestinienne de 2021.